# Gardíki (Tríkala)
Gardíki, en grec moderne : Γαρδίκι, est un village du dème de Pýli, district régional de Tríkala, en Thessalie, Grèce.
Selon le recensement de 2011, la population du village s'élève à 58 habitants.